# Abbigliamento ad alta visibilità

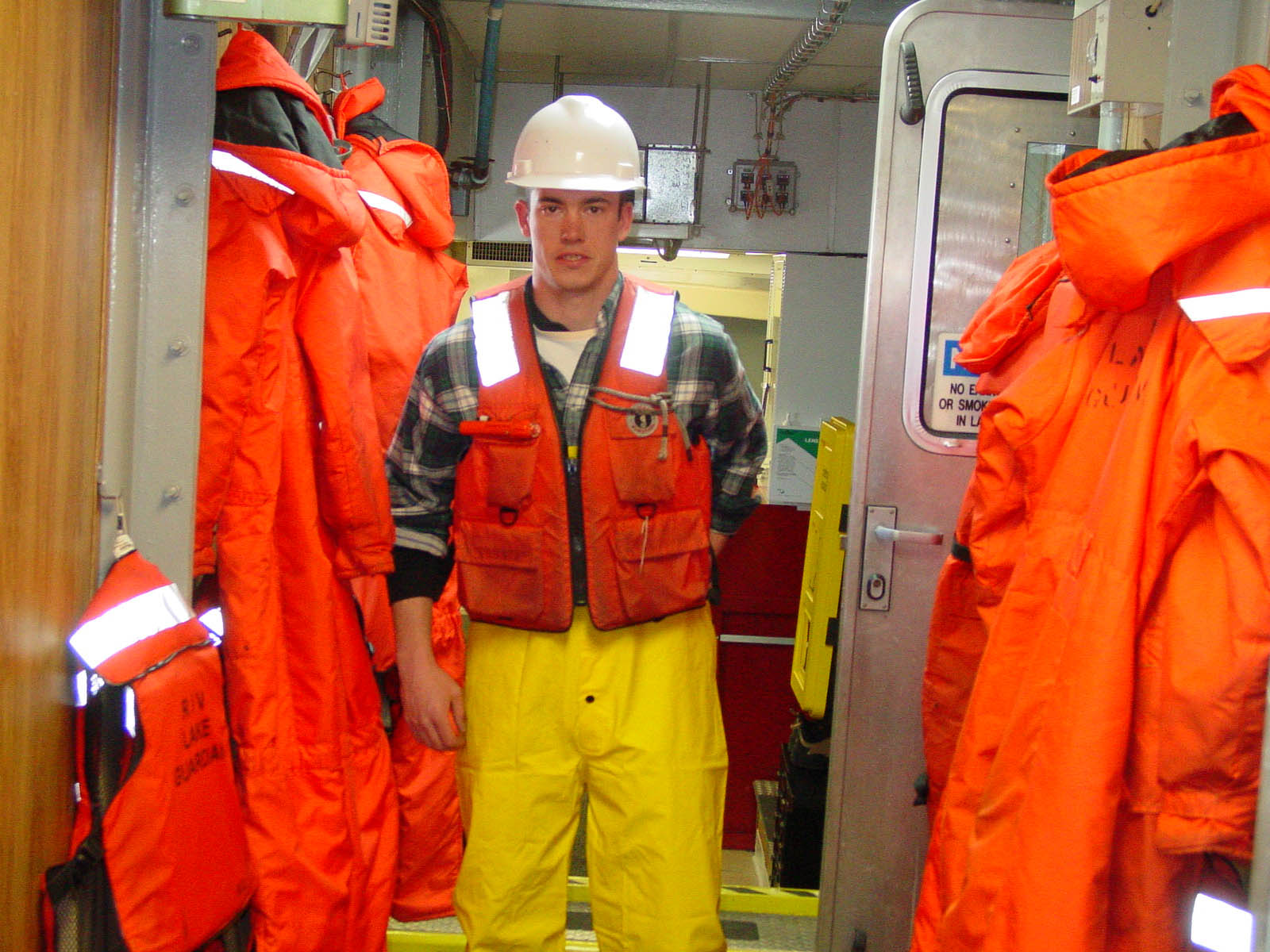
Indumenti ad alta visibilità

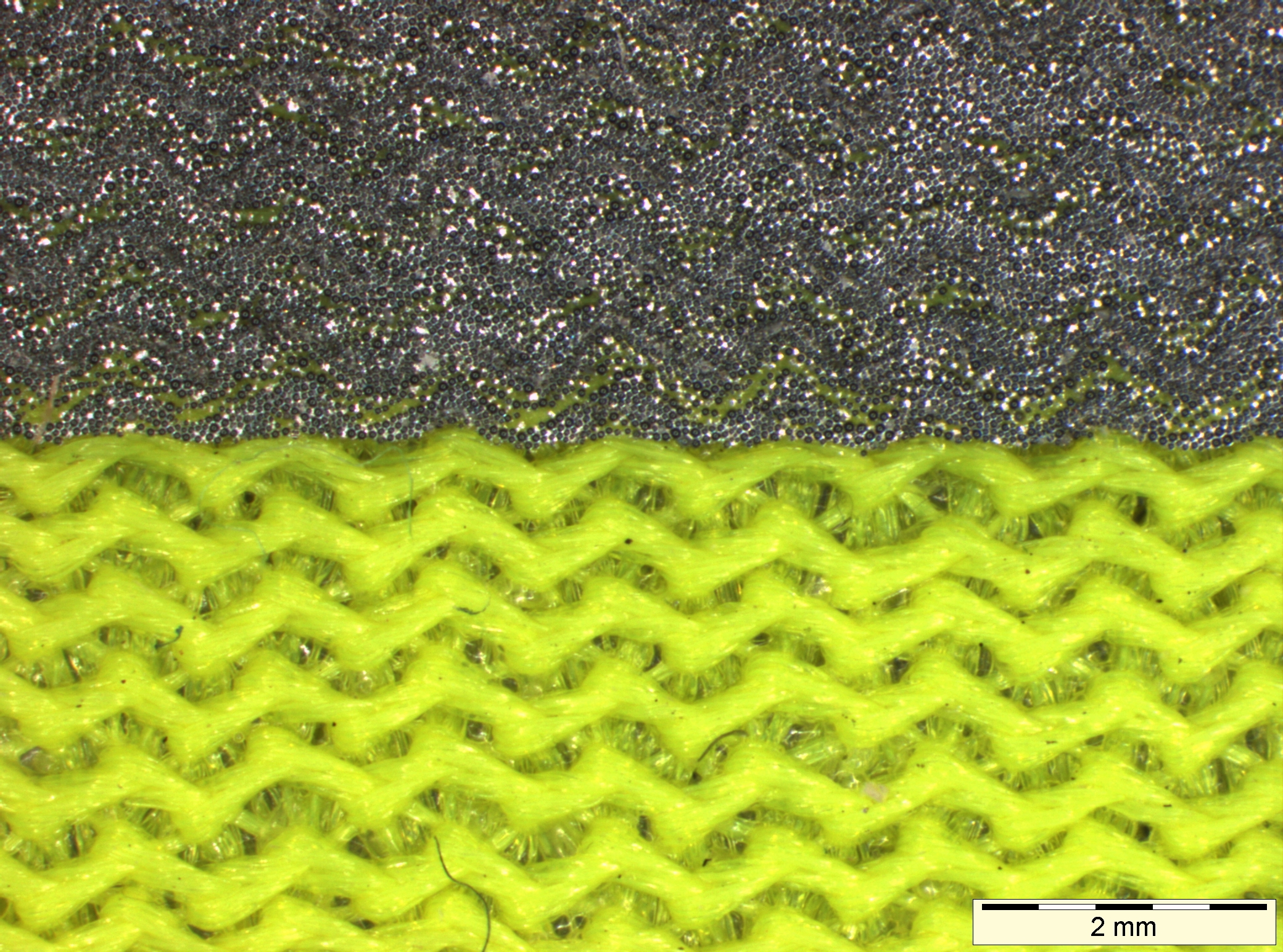
Superficie riflettente di un indumento ad alta visibilità vista al microscopio (ingrandimento 8x).

Con abbigliamento ad alta visibilità si intendono indumenti altamente luminescenti o di colore facilmente distinguibile da qualsiasi sfondo. Sono solitamente indossati sul busto e sugli arti, sotto forma di giacche, giubbotti, pantaloni e simili.
Le normative in materia di salute e sicurezza richiedono spesso l'uso di indumenti "ad alta visibilità", classificandoli come dispositivi di protezione individuale. I colori comunemente più utilizzati per i giubbotti ad alta visibilità sono il giallo e l'arancione. I colori diversi dal giallo o dall'arancione potrebbero non fornire una luminescenza adeguata per la conformità a standard come ISO 20471 (High visibility clothing — Test methods and requirements).
Gli indumenti ad alta visibilità vengono indossati per aumentare la visibilità di una persona e quindi prevenire incidenti causati da persone non viste. Di conseguenza, sono spesso indossati in attività pericolose per la presenza di veicoli in movimento o in condizioni di scarsa illuminazione, ad esempio lavori ferroviari e stradali, lavori aeroportuali e durante l'espletamento di servizi di emergenza.
Ciclisti e motociclisti possono anche utilizzare indumenti ad alta visibilità per aumentare la loro visibilità quando si muovono nel traffico automobilistico. Ai cacciatori potrebbe essere richiesto di indossare indumenti ad alta visibilità designati per evitare sparatorie accidentali.

## Normative e standard

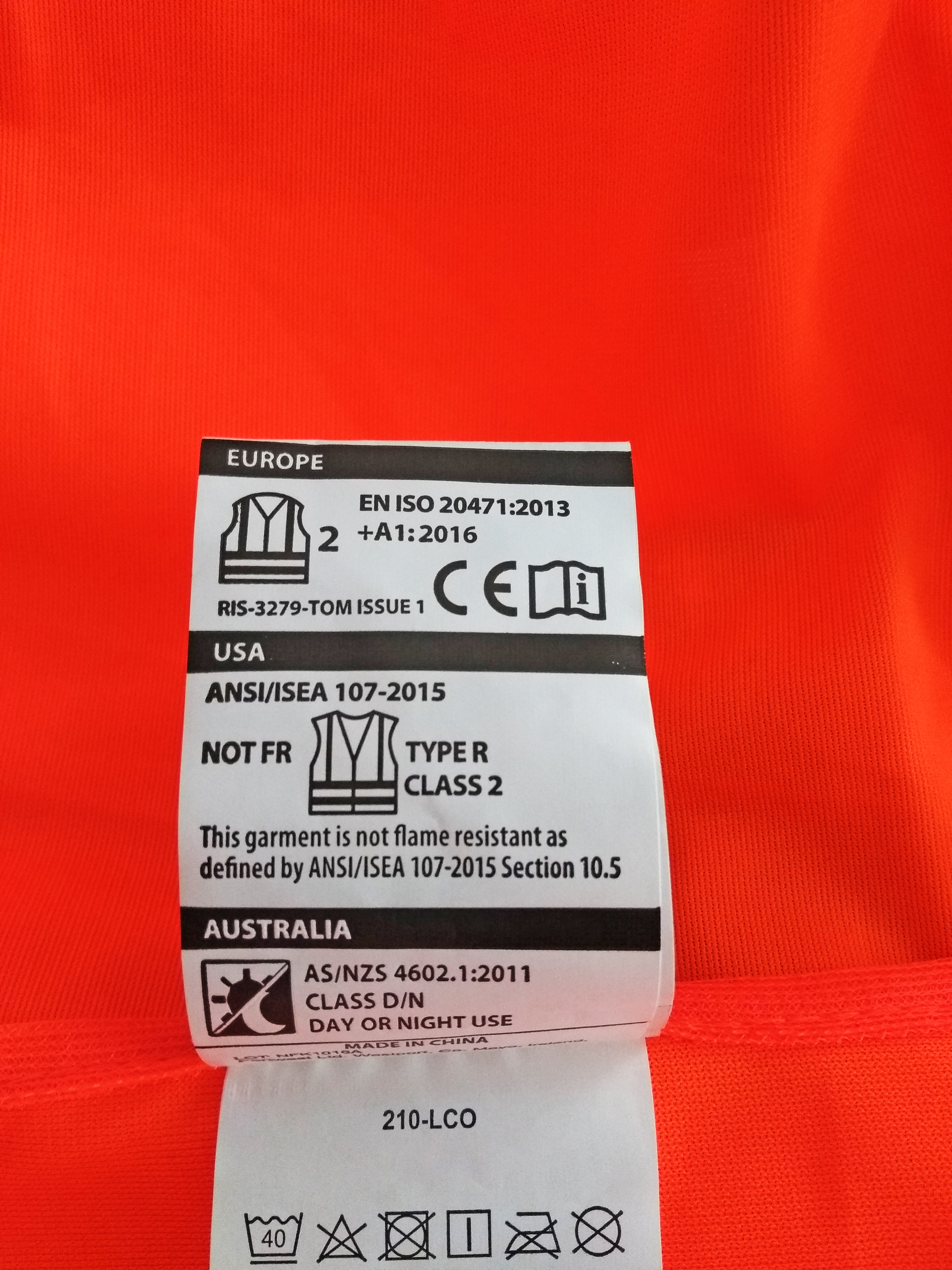
Etichetta su un indumento ad alta visibilità riportante i riferimenti agli standard di conformità e il marchio CE.

Segnale di obbligo di utilizzo di abbigliamento ad alta visibilità secondo la norma internazionale ISO 7010.

### In Europa
Gli indumenti ad alta visibilità sono classificati in 3 classi in funzione della quantità di materiale di fondo e materiale rifrangente necessario per avere un capo certificato secondo la EN ISO 20471 (recepimento in Europa della norma ISO 20471).
Nell'ambito della Comunità Europea, in quanto dispositivo di protezione individuale, l'abbigliamento ad alta visibilità destinato ad essere utilizzato in ambito lavorativo deve essere provvisto di marcatura CE ai sensi del Regolamento sui dispositivi di protezione individuale, che richiede diversi obblighi per i fabbricanti, tra cui anche la redazione di apposite istruzioni per l'uso e della dichiarazione di  conformità UE (salvo nel caso delle eccezioni indicate nella stessa normativa).

#### In Italia
L'art. 21 del Codice della strada e l'art. 37 del regolamento hanno reso obbligatori gli indumenti ad alta visibilità recependo la norma europea UNI EN ISO 471 del marzo 1995 con il DM 9 giugno 1995 “Disciplinare tecnico sulle prescrizioni relative ad indumenti e dispositivi autonomi per rendere visibile a distanza il personale impiegato su strada in condizioni di scarsa visibilità”. Oggi tutti coloro che lavorano nei cantieri o in prossimità di essi devono obbligatoriamente indossare indumenti di visibilità fluorescenti e rifrangenti marcati CE in conformità ai requisiti della norma UNI EN ISO 20471, che ha sostituito la predetta norma UNI EN 471.
Con la Legge 1º agosto 2003, n. 214, si è inoltre voluto dare un'ulteriore svolta alla sicurezza dell'utente debole, rendendo obbligatorio l'uso di dispositivi retroriflettenti per rendere visibili, di giorno come di notte, tutti coloro che per qualsiasi necessità, devono presegnalare un veicolo fermo sulla carreggiata.